# Иван Бубев
Иван Лалев Бубев е български художник, дърворезбар и приложник.

## Биография
Той е роден на 18 март 1934 г. в Павел баня, Казанлъшко. Син е на самобитния павелбански майстор дърворезбар Лалю Бубев. През 1963 г. завършва резба във Висшия институт за изобразително изкуство „Николай Павлович“ при професор Асен Василев. Впоследствие твори в сферата на приложните изкуства. Пред 1964, 1967 и 1968 години взима участие в Общите художествени изложби по приложно изкуство. През 1966 г. излага свои произведения във Втората национална изложба на младите художници. Сред неговото творчество могат да се срещнат авторски сувенири от кожа, дърво, както и детски играчки.
През 80-те години на ХХ в. се завръща да живее в родния си град.
Изработва благотворително творби за родното си място. Освен това дарява пари от някои свои произведения за издаване на книга за родовете на Павел баня. Иван Бубев е автор на стенните дърворезби в новоизградената църква в село Виден.
През 2006 г. заема публично позиция срещу изсичането на ценни дървесни видове в местността „Голият рът“ около Павел баня.
През 2007 г. участва наред с други творци в изложбата „Без граници“, посветена на 35-годишнината на изложбен център „Шипка“ 6. На изложбата представя творби от дървопластика.
През 2009 г. участва със свои творби в изложба на дърворезба, посветена на 100 години от рождението на професор Асен Василев.
Член е на Съюза на българските художници в секция „Дърворезба“

## Критика
В някои анализи, които отбелязват последните тенденции за обезличаване на дървото и неговото изчезване в скулптурата и картината, творчеството на Иван Бубев е окачествено, заедно с други творби на негови съвременници, като част от тази тенденция на стилизиране и оцветяване на творбите.
Други отбелязват със съжаление и недоумение отсъствието му, както това на много други негови колеги, в подбора на творби в последните опити за „тематизирана“ ретроспекция в Националния музей на декоративно-приложните изкуства.
През 2011 г. Станимир Радевски, кмет на Павел Баня, го приветства за художествените произведения, които той оставя за историята и за поколенията на родното си място.

## Творби
Някои по-известни негови творби са
- „Декоративни съдове“, изработени от дърво, през 1966 г.
- „Чанта и колан“ от 1966 г.
- „Релеф-пано върху кожа“ от 1966 г.
- „Решетка“ от дърво, изработена през 1967 г.
- Дървен „Винен сервиз“ от 1967 г.
- „Колан“ от 1967 г.
- Кожен „Албум“, изработен през 1967 г.
- През 2008 г. изработва пано-дърворезба „Братята Георги Чорбаджийски и Димитър Чорбаджийски – Чудомир“ по случай 118 години от рождението на Чудомир.[10]
- Дърворезба на Стария бряст в Павел баня. Той е резбован през 2003 г. от Иван Бубев, в чест на 125-годишнината от основаването на Павел баня. Впоследствие дървото е превърнато в природен защитен обект.[11]
- Благотворителни композиции от дърво за читалището и за училището в Павел Баня.[3]
- Дарение на дърворезбован барелеф, в памет на Иван Стойнов Тъмнев, представен на Празника на розата и минералната вода, в розоварната на гр. Павел баня през 2011 г.[2]
- Иконостас на молитвения дом в село Виден.[2]

## Награди
Иван Бубев получава следните награди и отличия по време на творческата си кариера:
- През 1968 г. получава Поощрение от Съюза на българските художници за художествени постижения с кожа, дърво и детски играчки.
- В периода 1962 – 1967 г. получава три награди от конкурси на фонда на Съюза на българските художници.
- През 1968 г., по време на Общата художествена изложба на приложните изкуства, получава Втора награда от Съюза на българските художници за цялостно представяне в областта на дървото и кованото желязо.